# Eagle Station (мини-группа метеоритов)
Мини-группа Eagle Station (также называется PES от англ. Pallasite Eagle Station) — группа палласитовых метеоритов, которых нельзя было отнести к какой-либо уже существующей группе. К такой группе отнесли 4 метеорита, среди которых — метеорит Eagle Station, который дал название группе. В свою очередь, метеорит Eagle Station назван так из-за городка Игл-Стейшн, рядом с которым он был найден.

## Отличия
В метеоритах этой группы больше железа и кальция, чем в других палласитовых метеоритах. Также в них много изотопов кислорода.

## Метеориты
- Колд-Бей
- Eagle Station
- Itzawisis
- Караванное